# Annihilate
«Annihilate» es una canción del productor discográfico estadounidense Metro Boomin y los raperos estadounidenses Swae Lee, Lil Wayne y Offset. Fue lanzado el 2 de junio de 2023 a través de Boominati Worldwide y Republic Records como tema de introducción a la banda sonora Spider-Man: Across the Spider-Verse. Fue producido por el propio Metro, Mike Dean y Prince85, los tres lo escribieron junto a los tres raperos y Jozzy.

## Composición y letra
En Annihilate, la batería y los samples de Metro se combinan con los sintetizadores de Mike Dean. Swae Lee canta el coro y sus propios versos, mientras que Lil Wayne y Offset también rapean sus propios versos.  Los tres raperos hacen referencias a la película Spider-Man: Across the Spider-Verse a lo largo de la canción, con Wayne rapeando.